# Ford Bronco (2021)
La Ford Bronco est un véhicule tout-terrain commercialisé par le constructeur automobile américain Ford à partir de 2021. Il est la sixième génération de Bronco produit par Ford depuis 1966.

## Présentation
En janvier 2017, Ford annonce au salon de Détroit le retour du Bronco.
Le Ford Bronco de sixième génération est dévoilé le 13 juillet 2020, soit 24 ans après la dernière génération produite. Il existe en 2 portes et 4 portes. Il s'accompagne aussi d'un modèle de plus petite taille aux prestations plus routières dénommé Bronco Sport.
Deux semaines après sa présentation, le constructeur a reçu 230 000 réservations du Bronco aux États-Unis.
En août 2020, Ford a confirmé que le Bronco et le Bronco Sport ne seraient pas vendus en Europe à cause des normes d'émissions de CO² trop restrictives pour le constructeur.

## Caractéristiques techniques
Le Bronco de 2021 repose sur un châssis échelle en acier. Il reçoit des suspensions indépendantes à l'avant et d'un essieu rigide à ressorts hélicoïdaux à l'arrière. Il est doté d'un sélecteur nommé GOAT, abréviation de Greatest Of All Time (« Le meilleur de tous les temps ») permettant de sélectionner le mode de conduite désiré (Normal, Eco, Sport, Sable, Baja, Boue et Rock).
Le 4x4 présente une garde au sol de 27,9 cm, un angle d'attaque de 43 degrés, un angle de fuite de 37,3 degrés, et une hauteur de passage de gué de 85 cm.

### Motorisations
Le Bronco offre le choix entre un moteur 4 cylindres en ligne EcoBoost 2,3 litres de 270 ch provenant de la sixième génération de Ford Mustang ou un V6 EcoBoost 2,7 litres de 310 ch. Les deux motorisations peuvent être associée à une boite manuelle à 7 rapports ou une automatique à 10 vitesses.
Le Bronco Sport peut recevoir un trois cylindres en ligne 1,5 litre EcoBoost de 181 ch ou un quatre cylindres en ligne 2 litres EcoBoost de 245 ch provenant tous deux du Ford Kuga III.
|                              | EcoBoost 2.3         | EcoBoost 2.3            | EcoBoost 2.3         | EcoBoost 2.3            | EcoBoost 2.7             | EcoBoost 2.7             |
| Carrosserie                  | 2 portes             | 2 portes                | 4 portes             | 4 portes                | 2 portes                 | 4 portes                 |
| Moteur                       | 4-cylindres en ligne | 4-cylindres en ligne    | 4-cylindres en ligne | 4-cylindres en ligne    | 6-cylindres en V         | 6-cylindres en V         |
| Cylindrée (cm3)              |                      |                         |                      |                         |                          |                          |
| Puissance maximale ch (kW)   | 270 (198)            | 270 (198)               | 270 (198)            | 270 (198)               | 310 (228)                | 310 (228)                |
| au régime de (tr/min)        |                      |                         |                      |                         |                          |                          |
| Couple maximal (N m)         | 420                  | 420                     | 420                  | 420                     | 542                      | 542                      |
| au régime de (tr/min)        |                      |                         |                      |                         |                          |                          |
| Boîte de vitesses            | Manuelle 7 vitesses  | Automatique 10 vitesses | Manuelle 7 vitesses  | Automatique 10 vitesses | Automatique >10 vitesses | Automatique >10 vitesses |
| Vitesse maximale (km/h)      |                      |                         |                      |                         |                          |                          |
| 0-100 km/h (s)               |                      |                         |                      |                         |                          |                          |
| Consommation (en L/100 km)   |                      |                         |                      |                         |                          |                          |
| Masse à vide (kg)            | 1 959                | 1 968                   | 2 040                | 2 045                   | 2 037                    | 2 114                    |
| Émissions de CO2 (en g/km)   |                      |                         |                      |                         |                          |                          |
| Capacité du réservoir (en L) | 64                   | 78,7                    | 64                   | 78,7                    | 64                       | 78,7                     |

## Ford Bronco Raptor
En janvier 2022, Ford présente la version Raptor du Bronco, équipée d'un moteur essence V6 bi-turbo 3.0 EcoBoost de 400 ch associé à une boîte automatique à dix rapports (SelectShift).

## Finitions
- Outer Banks[11]
- Badlands

### Série limitée
Au lancement du modèle en juillet 2020, une série « First Edition » est proposée et limitée à 3 500 exemplaires. Tous les exemplaires sont vendus en quelques heures, Ford a alors augmenté la disponibilité du modèle à 7 000 exemplaires,.

## Concept cars

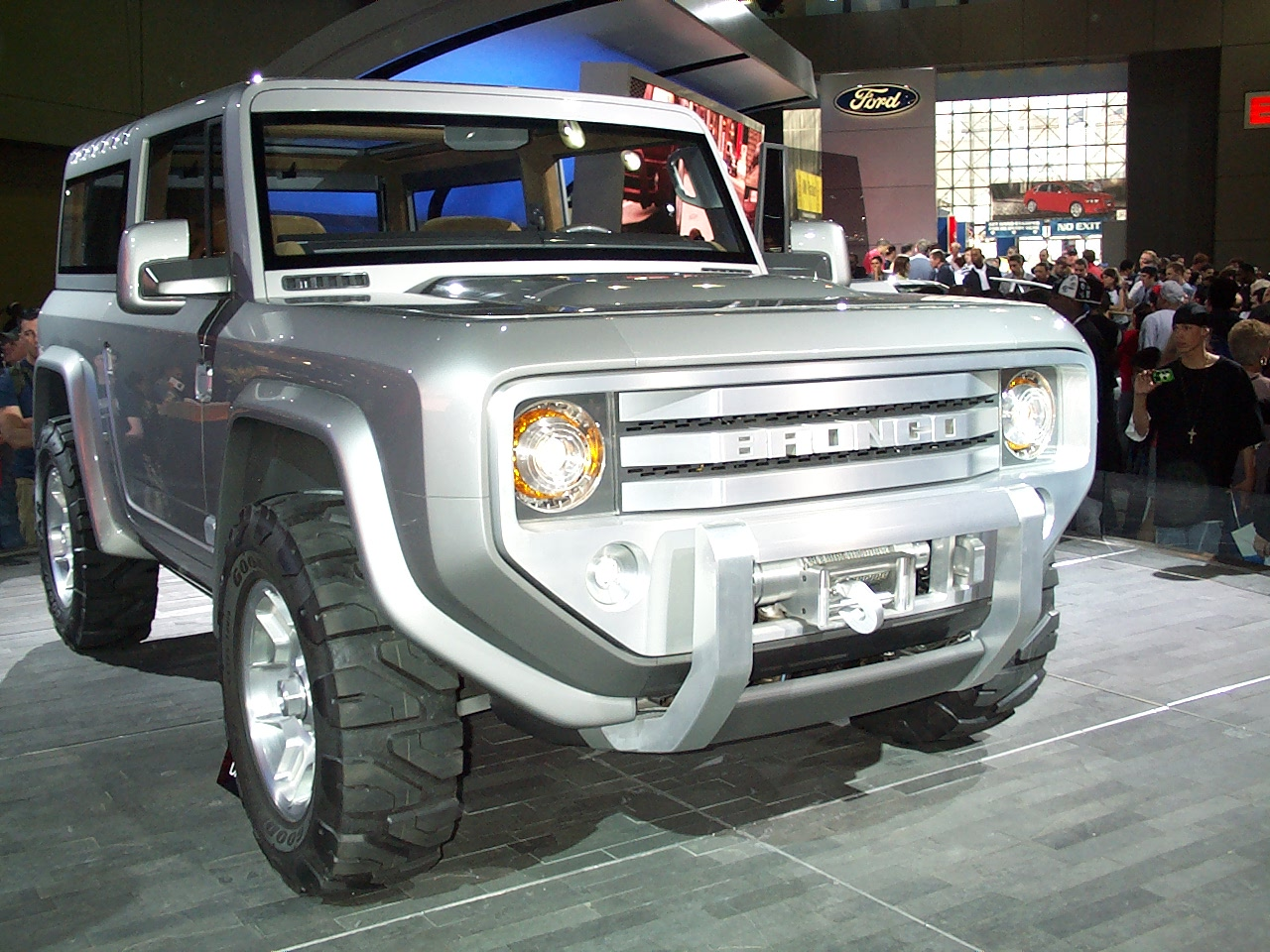
Ford Bronco Concept 2004

### Ford Bronco Concept
Le Ford Bronco VI est préfiguré par le concept car Ford Bronco Concept présenté au salon de Détroit 2004, doté d'un 4 cylindres essence 2,0 litres.

### Ford New Bronco

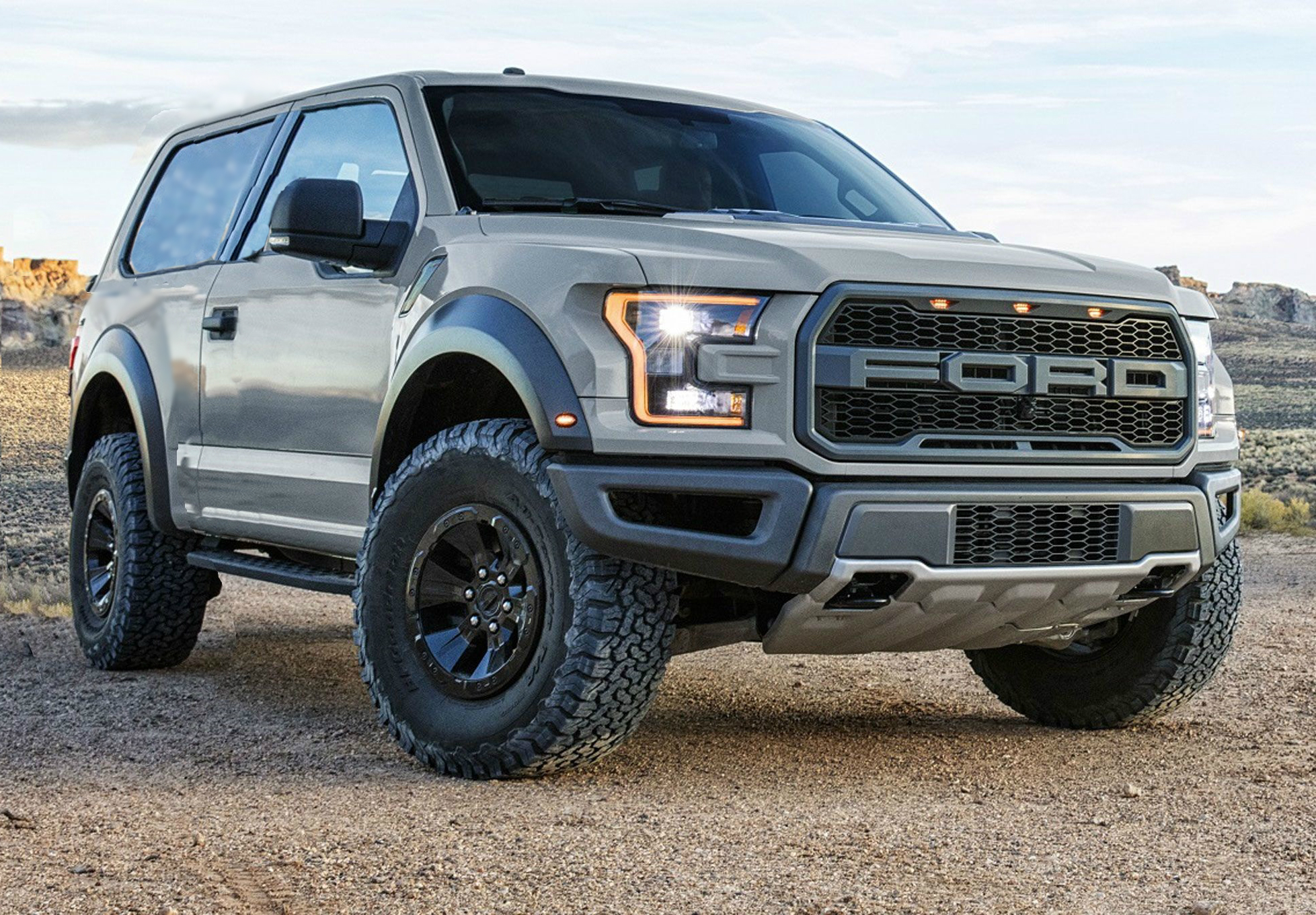
Ford New Bronco Concept 2017

Puis Ford présente le show car Ford New Bronco en janvier 2017, plus proche de la réalité, annonçant les traits du Ford Bronco de 2020.

### Ford Bronco Riptide Concept
En août 2021, le constructeur présente le Bronco Riptide Concept, version sans portes ni toit pour la plage.